# Asteron reticulatum
Espèce
Asteron reticulatum est une espèce d'araignées aranéomorphes de la famille des Zodariidae.

## Distribution
Cette espèce est endémique d'Australie. Elle se rencontre au Queensland, en Nouvelle-Galles du Sud, au Victoria et en Tasmanie.

## Description
Le mâle holotype mesure 2,72 mm et la femelle paratype 2,84 mm, les mâles mesurent de 2,54 à 3,08 mm et les femelles de 2,84 à 3,42 mm.

## Publication originale
- Jocqué, 1991 : A generic revision of the spider family Zodariidae (Araneae). Bulletin of the American Museum of Natural History, no 201, p. 1-160 (texte intégral).